# Daughter of Eve
Daughter of Eve släpptes den 30 november år 2000 på Lionheart International och är ett album av den svenska pop- och contrysångerskan Jill Johnson. Det låg som högst på 59:e plats på den svenska albumlistan.

## Låtlista
1. Mother's Jewel - 3:38
2. Secrets in My Life - 3:29
3. My Love for You - 4:40
4. Live for Today - 4:16
5. It's Only You - 3:34
6. Everybody's Confidante - 4:07
7. When I Look at You - 4:06
8. No One Else But You - 3:17
9. Only in Your Dreams - 4:19
10. Lonely, Lonely - 4:11
11. It's Too Late - 5:38

## Medverkande
- Staffan Astner - gitarr
- Christer Karlsson - klaviatur
- Sven Lindvall - bas
- Per Lindvall - trummor, slagverk

## Listplaceringar
| Lista (2000) | Topplacering |
| ------------ | ------------ |
| Sverige      | 59.          |

### Fotnoter
1. 1 2  ”Jill Johnsons diskografi - Daughter of Eve”. Arkiverad från originalet den 10 juni 2016. https://web.archive.org/web/20160610125848/http://jilljohnson.se/2000-11-30-daughter-of-eve-cd/. Läst 26 maj 2016.
2. ↑  Placering på den svenska albumlistan